# Shellback Island
Shellback Island è un'isola situata nello stretto di Bass, a ovest del Wilsons Promontory, nello stato di Victoria, in Australia. L'isola fa parte del Wilsons Promontory National Park. Le acque circostanti a una distanza di 300 m dalla linea di bassa marea fanno parte del Wilsons Promontory Marine Park. Fa parte inoltre della Wilsons Promontory Islands Important Bird Area, identificata come tale da BirdLife International per la sua importanza nella riproduzione degli uccelli marini.
L'isola, lunga circa 1 km e larga 600 m, ha una superficie di circa 0,37 km² e un'altezza di 109 m. A sud, a circa 5 km si trova Norman Island.